# Sāzīān
Sāzīān (persiska: سازيّان, سازیان) är en ort i Iran.   Den ligger i provinsen Hamadan, i den nordvästra delen av landet, 300 km väster om huvudstaden Teheran. Sāzīān ligger 1 744 meter över havet och antalet invånare är 294.
Terrängen runt Sāzīān är varierad, och sluttar västerut. Runt Sāzīān är det ganska tätbefolkat, med 86 invånare per kvadratkilometer. Närmaste större samhälle är Kangāvar, 18,8 km väster om Sāzīān. Trakten runt Sāzīān består i huvudsak av gräsmarker.